# Gunnar Flodhammar
Gunnar Flodhammar, född 3 maj 1932, död 29 augusti 1998, var en svensk advokat och jur. dr. 
Gunnar Flodhammar disputerade i Lund 1980 på en avhandling om "Företagsvärdering vid tvångsinlösen". Han var ordförande i skiljenämnder och domare i tvister vid inlösen av aktier. Gunnar Flodhammar var lärare vid Handelshögskolan i Göteborg, docent vid Lunds universitet och anställd vid Rederi AB Nordstjernan och vid egen advokatbyrå.
Gunnar Flodhammar var i många år ledamot av RFSL:s förbundsstyrelse och aktiv i Ekumeniska gruppen för kristna homosexuella, EKHO.
Med livskamraten Kjell Ullberg startade han en stiftelse som ger ekonomiskt stöd till behövande homosexuella individer.